# Krasne (hromada Baturyn)
Krasne (ukr. Красне) – wieś na Ukrainie, w obwodzie czernihowskim, w rejonie nieżyńskim, w hromadzie Baturyn. W 2001 liczyła 1277 mieszkańców, spośród których 1260 wskazało jako ojczysty język ukraiński, 10 rosyjski, 5 białoruski, a 2 inny.